# FA Premier League de 1996–97
A Primeira divisão do Campeonato Inglês de Futebol da temporada 1996–97 foi a 95ª edição da principal divisão do futebol inglês (5ª como Premier League). Foi disputada com o mesmo regulamento dos anos anteriores, quando foi implementado o sistema de pontos corridos.

## Sumário
A maior parte da temporada foi disputada pelo atual campeão, o Manchester United, juntamente com o Newcastle United, o Arsenal e o Liverpool. O título acabou sendo conquistado pelo Manchester United, depois que o Liverpool e o Newcastle não conseguiram vencer em seus penúltimos jogos da temporada; com 75 pontos, é o total de pontos mais baixo para um clube campeão da Premier League e o mais baixo desde que o sistema de pontos 3-1-0 foi introduzido na temporada 1981-82.
O Middlesbrough, que contava com jogadores estrangeiros de alto nível, como Juninho Paulista, Emerson, Fabrizio Ravanelli (que marcou 31 gols em todas as competições), Branco e Gianluca Festa, foi rebaixado na última rodada e perdeu tanto a final da FA Cup quanto a final da Copa da Liga Inglesa. O Middlesbrough terminou em 19º lugar, mas teria ficado em 14º sem a perda de três pontos imposta pelo adiamento unilateral de um jogo de 21 de dezembro de 1996 contra o Blackburn Rovers, com a diretoria do Middlesbrough tomando a decisão devido à ausência de 23 jogadores doentes ou lesionados. O clube consultou a Premier League antes de cancelar o jogo e foi instruído a fazer "o que achasse melhor". Para proteger a integridade do jogo e evitar a escalação de um time de adolescentes sem experiência, incluindo três goleiros, o Middlesbrough cancelou a partida. Posteriormente, a Premier League se isentou de qualquer responsabilidade e retirou os três pontos. Essa sanção resultou na permanência do Coventry City no primeiro escalão, que estava na primeira divisão desde 1967, que terminou em 17º lugar e evitou o rebaixamento. A decisão foi polêmica e ressurgiu mais tarde em 2006–07, quando o West Ham escapou de uma dedução de pontos e, posteriormente, evitou o rebaixamento.
Outro rebaixado foi o Nottingham Forest, que demitiu o técnico Frank Clark em dezembro. Stuart Pearce assumiu o cargo de gerente de jogadores temporário, passando três meses no comando e ganhando o prêmio de Treinador do Mês em janeiro de 1997. Em março, Pearce deixou o cargo de técnico e foi substituído por Dave Bassett, ex-jogador do Crystal Palace. Também rebaixado, devido a uma derrota por 1 a 0 para o Wimbledon em seu último jogo da temporada, estava o Sunderland, que estava deixando o Roker Park após 99 anos e se mudando para o Stadium of Light, com 42.000 lugares, às margens do Rio Wear, para o início da temporada 1997–98 na Division One.

## Regulamento
A Premier League é disputada por 20 clubes em dois turnos. Em cada turno, todos os times jogaram entre si uma única vez. Os jogos do segundo turno serão realizados na mesma ordem do primeiro, apenas com o mando de campo invertido. Não há campeões por turnos, sendo declarado campeão da Inglaterra o time que obtiver o maior número de pontos após as 38 rodadas.

### Critérios de desempate
Caso haja empate de pontos entre dois clubes, os critérios de desempates serão aplicados na seguinte ordem:
1. Saldo de gols
2. Gols marcados
3. Confronto direto

## Equipes
| Time                | Localização          | Estádio              | Capacidade |
| ------------------- | -------------------- | -------------------- | ---------- |
| Arsenal             | Londres (Highbury)   | Arsenal Stadium      | 38.419     |
| Aston Villa         | Birmingham           | Villa Park           | 39.399     |
| Blackburn Rovers    | Blackburn            | Ewood Park           | 31.367     |
| Chelsea             | Londres (Fulham)     | Stamford Bridge      | 36.000     |
| Coventry City       | Coventry             | Highfield Road       | 23.489     |
| Derby County        | Derby                | Baseball Ground      | 18.300     |
| Everton             | Liverpool (Walton)   | Goodison Park        | 40.157     |
| Leeds United        | Leeds                | Elland Road          | 40.204}    |
| Leicester City      | Leicester            | Filbert Street       | 22.000     |
| Liverpool           | Londres (Anfield)    | Anfield              | 42.730     |
| Manchester United   | Trafford             | Old Trafford         | 55.314     |
| Middlesbrough       | Middlesbrough        | Riverside Stadium    | 30.000     |
| Newcastle United    | Newcastle upon Tyne  | St James' Park       | 36.649     |
| Nottingham Forest   | West Bridgford       | City Ground          | 30.539     |
| Sheffield Wednesday | Sheffield            | Hillsborough Stadium | 39.859     |
| Southampton         | Southampton          | The Dell             | 15.200     |
| Sunderland          | Sunderland           | Roker Park           | 22.500     |
| Tottenham Hotspur   | Londres (Tottenham)  | White Hart Lane      | 36.230     |
| West Ham United     | Londres (Upton Park) | Boleyn Ground        | 28.000     |
| Wimbledon           | Londres (Selhurst)   | Selhurst Park        | 26.309     |

## Classificação
| Pos | Equipe                | Pts | J  | V  | E  | D  | GP | GC | SG  | Classificação ou descenso                                                                   |
| --- | --------------------- | --- | -- | -- | -- | -- | -- | -- | --- | ------------------------------------------------------------------------------------------- |
| 1   | Manchester United (C) | 75  | 38 | 21 | 12 | 5  | 76 | 44 | +32 | Classificação para a Fase de grupos da Liga dos Campeões da UEFA de 1997–98                 |
| 2   | Newcastle United      | 68  | 38 | 19 | 11 | 8  | 73 | 40 | +33 | Classificação para a Segunda fase de qualificação da Liga dos Campeões da UEFA de 1997–98   |
| 3   | Arsenal               | 68  | 38 | 19 | 11 | 8  | 62 | 32 | +30 | Classificação para a Primeira fase da Copa da UEFA de 1997–98                               |
| 4   | Liverpool             | 68  | 38 | 19 | 11 | 8  | 62 | 37 | +25 | Classificação para a Primeira fase da Copa da UEFA de 1997–98                               |
| 5   | Aston Villa           | 61  | 38 | 17 | 10 | 11 | 47 | 34 | +13 | Classificação para a Primeira fase da Copa da UEFA de 1997–98                               |
| 6   | Chelsea               | 59  | 38 | 16 | 11 | 11 | 58 | 55 | +3  | Classificação para a Segunda eliminatória da Taça dos Clubes Vencedores de Taças de 1997–98 |
| 7   | Sheffield Wednesday   | 57  | 38 | 14 | 15 | 9  | 50 | 51 | −1  |                                                                                             |
| 8   | Wimbledon             | 56  | 38 | 15 | 11 | 12 | 49 | 46 | +3  |                                                                                             |
| 9   | Leicester City        | 47  | 38 | 12 | 11 | 15 | 46 | 54 | −8  | Classificação para a Primeira fase da Copa da UEFA de 1997–98                               |
| 10  | Tottenham Hotspur     | 46  | 38 | 13 | 7  | 18 | 44 | 51 | −7  |                                                                                             |
| 11  | Leeds United          | 46  | 38 | 11 | 13 | 14 | 28 | 38 | −10 |                                                                                             |
| 12  | Derby County          | 46  | 38 | 11 | 13 | 14 | 45 | 58 | −13 |                                                                                             |
| 13  | Blackburn Rovers      | 42  | 38 | 9  | 15 | 14 | 42 | 43 | −1  |                                                                                             |
| 14  | West Ham United       | 42  | 38 | 10 | 12 | 16 | 39 | 48 | −9  |                                                                                             |
| 15  | Everton               | 42  | 38 | 10 | 12 | 16 | 44 | 57 | −13 |                                                                                             |
| 16  | Southampton           | 41  | 38 | 10 | 11 | 17 | 50 | 56 | −6  |                                                                                             |
| 17  | Coventry City         | 41  | 38 | 9  | 14 | 15 | 38 | 54 | −16 |                                                                                             |
| 18  | Sunderland (R)        | 40  | 38 | 10 | 10 | 18 | 35 | 53 | −18 | Rebaixamento para a Primeira Divisão da Football League                                     |
| 19  | Middlesbrough (R)     | 39  | 38 | 10 | 12 | 16 | 51 | 60 | −9  | Rebaixamento para a Primeira Divisão da Football League                                     |
| 20  | Nottingham Forest (R) | 34  | 38 | 6  | 16 | 16 | 31 | 59 | −28 | Rebaixamento para a Primeira Divisão da Football League                                     |

1. ↑  O Aston Villa foi premiado com a entrada na Copa da UEFA por meio do ranking do Fair Play da UEFA.
2. ↑  O Chelsea se classificou para a Taça dos Clubes Vencedores de Taças como campeão da FA Cup da temporada 1996–97.
3. ↑  O Leicester City se classificou para a Copa da UEFA como campeão da Copa da Liga Inglesa da temporada 1996–97
4. ↑  Foram retirados 3 pontos do Middlesbrough por não jogar sua partida contra o Blackburn Rovers em 21 de dezembro de 1996.